# 鷺ノ宮駅
鷺ノ宮駅（さぎのみやえき）は、東京都中野区鷺宮三丁目にある、西武鉄道新宿線の駅である。駅番号はSS09。中野区最西端に位置する駅。

## 歴史
- 1927年（昭和2年）4月16日 - 開業。
- 1965年（昭和40年）10月6日 - 当駅止まり専用の折り返し用中線を本川越方へ延長、構造を島式ホーム2面3線に変更[1]。
- 1969年（昭和44年）11月16日 - 駅前を通る西武バス路線が廃止。
- 1979年（昭和54年）11月1日 - 橋上駅舎への改築工事完成。
- 1991年（平成3年）5月11日 - 北口駅ビルオープン[2]。
- 1992年（平成4年）11月4日 - 自動改札機使用開始。
- 2001年（平成13年） - 改札口有人通路をオープンカウンター式に改装。
- 2010年（平成22年）5月1日 - 定期券売り場を廃止。
- 2011年（平成23年）10月1日 - 西武観光鷺ノ宮案内所の営業が終了。
- 2013年（平成25年）2月7日 - 上り本線を1番線から3番線へ、下り待避線が3番線から1番線へ変更。

## 駅構造
単式ホーム1面1線（上り）と島式ホーム1面2線（下り）を併せ持つ地上駅。橋上駅舎を有している。
周辺は住宅密集地であり、スペースに制限があるため、下りホームと上りホームは多少位置がずれている。同様に優等列車の停車駅である上石神井駅や田無駅とは異なり、中線を下り方面と上り方面の共用待避線にはしていない。
2番ホームの都立家政寄りには、上り線方面への分岐器・出発信号機が設置されており、構造上は当駅で西武新宿方面への折り返しが可能である。近年のダイヤでは通常、当駅折り返し列車は定期・不定期を問わず設定されないが、2011年3月14日・15日には東京電力による計画停電（東北地方太平洋沖地震（東日本大震災）の影響によるもの。）の事情により、西武新宿 - 当駅2番ホーム間の折り返し運転が実施されていた。
エレベーターは北口と改札外コンコースを連絡するものと、各ホームと改札内コンコースを連絡するものが設置されているが、エスカレーターは設置されていない。トイレは改札内コンコースに立地し、多機能トイレを併設する。
かつてはコンコース内に定期券売り場や西武観光案内所が設置されていた。

### のりば
| ホーム | 路線   | 方向 | 行先                   |
| ------ | ------ | ---- | ---------------------- |
| 1・2   | 新宿線 | 下り | 所沢・本川越・拝島方面 |
| 3      | 新宿線 | 上り | 高田馬場・西武新宿方面 |

- かつては1番ホームが上り主本線、2番ホームが下り主本線、3番ホームが下り待避線だったが、2013年2月7日頃からは1番線と3番線が逆になった。
- 日中は、下りの全列車が当駅で急行と各駅停車の緩急接続（毎時1本は、特急列車の通過待ち合わせを含む）を行う。上りは全列車が終点の西武新宿まで先着する。

## 利用状況
2024年（令和6年）度の1日平均乗降人員は30,388人であり、西武鉄道全92駅中29位。急行停車駅でありながら1日平均乗降人員が3万人程度に留まっており、池袋線で各停のみ停車する江古田駅や中村橋駅よりも乗降人員が少ない。
近年の1日平均乗降・乗車人員の推移は下表の通りである。
| 年度               | 1日平均 乗降人員 | 1日平均 乗車人員 | 出典     |
| ------------------ | ---------------- | ---------------- | -------- |
| 1990年（平成02年） |                  | 17,789           | [ * 1 ]  |
| 1991年（平成03年） |                  | 17,790           | [ * 2 ]  |
| 1992年（平成04年） |                  | 17,499           | [ * 3 ]  |
| 1993年（平成05年） |                  | 17,178           | [ * 4 ]  |
| 1994年（平成06年） |                  | 16,890           | [ * 5 ]  |
| 1995年（平成07年） |                  | 16,577           | [ * 6 ]  |
| 1996年（平成08年） |                  | 16,551           | [ * 7 ]  |
| 1997年（平成09年） | 32,366           | 16,518           | [ * 8 ]  |
| 1998年（平成10年） | 31,619           | 16,085           | [ * 9 ]  |
| 1999年（平成11年） | 31,379           | 15,967           | [ * 10 ] |
| 2000年（平成12年） | 31,478           | 16,014           | [ * 11 ] |
| 2001年（平成13年） | 31,509           | 15,931           | [ * 12 ] |
| 2002年（平成14年） | 30,987           | 15,595           | [ * 13 ] |
| 2003年（平成15年） | 31,006           | 15,626           | [ * 14 ] |
| 2004年（平成16年） | 30,698           | 15,477           | [ * 15 ] |
| 2005年（平成17年） | 30,322           | 15,290           | [ * 16 ] |
| 2006年（平成18年） | 30,436           | 15,326           | [ * 17 ] |
| 2007年（平成19年） | 30,452           | 15,363           | [ * 18 ] |
| 2008年（平成20年） | 30,881           | 15,603           | [ * 19 ] |
| 2009年（平成21年） | 30,681           | 15,499           | [ * 20 ] |
| 2010年（平成22年） | 29,839           | 15,101           | [ * 21 ] |
| 2011年（平成23年） | 29,260           | 14,823           | [ * 22 ] |
| 2012年（平成24年） | 29,677           | 15,044           | [ * 23 ] |
| 2013年（平成25年） | 29,911           | 15,186           | [ * 24 ] |
| 2014年（平成26年） | 29,927           | 15,190           | [ * 25 ] |
| 2015年（平成27年） | 30,915           | 15,675           | [ * 26 ] |
| 2016年（平成28年） | 31,671           | 16,074           | [ * 27 ] |
| 2017年（平成29年） | 32,469           | 16,474           | [ * 28 ] |
| 2018年（平成30年） | 33,063           | 16,770           | [ * 29 ] |
| 2019年（令和元年） | 33,147           | 16,822           | [ * 30 ] |
| 2020年（令和02年） | 24,631           |                  |          |
| 2021年（令和03年） | 25,919           |                  |          |
| 2022年（令和04年） | 28,112           |                  |          |
| 2023年（令和05年） | 29,582           |                  |          |
| 2024年（令和06年） | 30,388           |                  |          |

## 駅周辺
- 中野区鷺宮地域事務所・鷺宮区民活動センター
  - 中野区立鷺宮図書館
- 中野区鷺宮すこやか福祉センター
- 中野区鷺宮高齢者福祉センター・鷺宮地域包括支援センター
- 鷺宮スポーツ・コミュニティプラザ（旧称 中野区立鷺宮体育館）
- 野方警察署鷺ノ宮駅前交番
- 八幡神社
- 福蔵院
- 妙正寺川
- 中野区立鷺の杜小学校
- 新青梅街道
- 中杉通り（東京都道427号瀬田貫井線）
- 鷺ノ宮駅前郵便局
- 中野白鷺郵便局
- みずほ銀行鷺宮支店
- 西武鷺ノ宮フィットネスクラブ
- 鷺宮商店街
- オーケー 中杉店
- オーケー 鷺宮店

### バス路線
最寄り停留所は駅前の中杉通り上にある「鷺ノ宮駅」で、関東バスにより運行される以下の路線が発着する。なお、のりば番号については同社公式サイト「関東バスナビ」で表示されている便宜上の番号であり、実際は何も表記されていない。
のりば1（南口側）
- 阿01・荻06：中村橋駅行
- 荻07：中村橋駅経由練馬駅行

のりば2（北口側）
- 阿01・阿03：阿佐ヶ谷駅行
- 荻06・荻07：荻窪駅行
- 阿佐谷営業所行

## 隣の駅
西武鉄道
 新宿線
■拝島ライナー(土休日は下りのみ運転)・■快速急行（下りのみ運転）
通過
■通勤急行（上りのみ運転）・■急行・■準急
高田馬場駅 (SS02) - 鷺ノ宮駅 (SS09) - 上石神井駅 (SS13)
■各駅停車
都立家政駅 (SS08) - 鷺ノ宮駅 (SS09)  - 下井草駅 (SS10)
当駅と下井草駅との間にはかつて西鷺宮駅が存在していた。